# Сільвестринці
Сільвестринці (італ. Congregazione Benedettina Silvestrina, лат. Congregatio Silvestrina Ordinis Ordinis Sancti Benedicti) — католицький чернечий орден, заснований бенедиктинським ченцем святим Сільвестро Гуццоліні в монастирі Монтефано в 1231 році.

## Історія
Священник Сільвестро Гуццоліні (1177—1267) з Озімо (Італія), за переказами, у 50-річному вці був настільки вражений смертю свого друга, що вирішив піти у печеру, щоб жити відлюдником. Три роки потому, в 1231 році він заснував у Монте-Фано монастир в місті Фабріано. Його брати жили за уставом святого Бенедикта Нурсійського, крім того, вони ввели більш аскетичний кодекс поведінки. В результаті, після того як вони вперше прийняли назву «Орден Монте-Фано», після смерті засновника, згромадження сільвестринців було затверджене папою Інокентієм IV в 1247 році.

## Розвиток
Після папської апробації були побудовані інші монастирі в Умбрії, Тоскані і Анконі. Генеральний настоятель монастиря обирався на все життя, аж поки у 1642 році папа Павло III не обмежив термін повноважень до трьох років. Папа Олександр VII в 1662 році об'єднав сільвестринців із валломброзіанами, і розпорядився, щоб верховний настоятель обирався щочотири роки, і почергово був то з валломброзіан, то з сільвестринців. Крім того, статути повинні були бути спільно розроблені. Дві релігійні громади росли разом, однак так і не змогли навіть домовитися про загальний устав. 1678 року відбувся поділ двох чернечих орденів з поверненням назад своїх голів та статутів. Генеральний настоятель і настоятелі монастирів займав високе становище в Церкві, тому ним не міг бути простий монах, що не має титулу тітуларабта. Цей статус може отримати лише той, хто раніше був магістром, генеральний секретар ордена, викладач богослов'я, філософії чи науки про красу або бібліотекар Фабріано, чи просто виконував важливі служби в ордені. У часі свого найвищого розквіту орден налічував 65 монастирів.

## Одяг
Звичний одяг сільвестринців складається з ряси з широким параманом, що має каптур. У хорі й при виході з монастиря вони носять каппу. Весь одяг зроблено з блискучої синьої «турецької» тканини — з цього і походить ще одна назва сільвестринців — «Сині бенедиктинці». У разі несприятливих погодних умов і у великих церквах ордену одяг надягається поверх білої саржі (одяг зі штучного шовку або шерсті). Генеральний абат зазвичай носить фіолетову моцетту.

## Орден сільвестринок
Засновник також заснував жіночий орден, що керувався безпосередньо абатами. Їх релігійні правила і звичаї відповідають аналогічним у чоловічому ордені. У наступні роки конфлікт між ченцями і черницями поглибився, і черниці відійшли до іншого бенедиктинського угрупування.

## Цілі
Під час загальних зборів папа Іван Павло II у своєму виступі 8 вересня 2001 року окреслив і нагадав амбітні цілі сльвестринців. З цією метою він заявив:
|  | Сільвестринці повні любові та високої і вимогливої мети, до якої ми повинні прагнути невпинно йти, насамперед, до святості. Це ми не повинні забувати, особливо в наш час, у який може бути зростаюче прагнення до сприйняття Бога. У Ньому ми повинні привести наш дух в наше повсякденне апостольство. Від цього ваші прихожани будуть нести усвідомлення, в якому Дух Святий у всі часи щедро скликав ченців, які характеризувалися їх прикладом і їх апостольським завзяттям. І лише нагадаю про життя в наш час місіонерські єпископів Джузеппе Браві, Джузеппе Іларіон Сіллані і Пагнані, Апостольський Вікарс із Коломбо; Беде Бікмайр, перший уродженець Цейлону, пастор, і Бернардо Регно, єпископ Канді. Через двадцять років після його смерті, його репутація серед безправних і чайних плантацій у рідному Фабріано все ще жива. Особливої згадки також заслуговують два піонери у 1910 році із Сполучених Штатів Америки — це: Джузеппе і Філіппо Кіполетті і Бартоцетті, терплячі і безстрашні місіонери серед шахтарів у штаті Канзас. І, нарешті, я хотів би нагадати про абата Ільдебрандо Грегорі, раба Божого, процес канонізації якого був розпочатий. |

## Організація

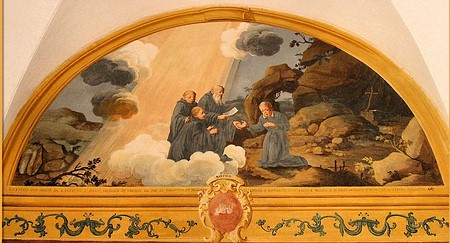
Святий Сільвестро Гуццоліні в печері Гроттафучіле, фреска в абатстві Монтефано, XVIII ст.

Будинок настоятеля знаходиться в Римі, звідки він керує 19 монастирями, які також є бенедиктинськими. Кожен монастир очолює пріор, який керує одним або кількома монастирями:
- З 1962 року існує монастир Святого Бенедикта в Адішам Гапутале (Шрі-Ланка), вона належить до пріорату Ампітії
- У 1972 році був побудований монастир Св. Сильвестра, що належить до пріорату Ампітії. Знаходиться у Канді (Шрі-Ланка), в наш час[коли?] там є 42 ченці.
- Монастир Святого Бенедикта був побудований в 1949 році у пріораті Аркадія (Новий Південний Уельс), в Австралії, є домом для 10 ченців і 12 новиків.
- З 1987 року існує монастир Бенедикта з 17 ченців у пріораті Віджаявада ашрам (Індія)
- Монастир Св. Сильвестра в Бенґалуру — Санкт Сильвестр (Індія) належить пріорату Маккіяд.
- З 1942 році побудований монастир святого Вінченцо Мартіна (Італія), містить 20 ченців.
- У 1999 році засновано монастир Сильвестром в Себу на Філіппінах.
- Монастир Серця Ісусового в Коломбо (Шрі-Ланка) знаходиться у юрисдикції пріорату Ампітія.
- З 1231 року існує монастир Сан-Сильвестро в Фабріано, там же є будинок пріоресси - мешкає тут 21 чернець.
- У 1953 році засновано монастир Святого Лиця Господа нашого Ісуса Христа (N.S.G.C.) в Гулінова (Італія), що має 12 ченців, і належить ло пріорату Гулінова.
- В Керела (Індія) знаходиться монастир Бехніл, що належить пріорату Маккіяд.
- Коледж Святого Антонія був заснований в 1979 році і належить пріорату Ампітії — він належить монастирю Бехніл — при ньому присутні 9 ченців і його ж працівники.
- В пріораті Маккіяд також створений монастир Святого Йосифа в Маккіяді (Індія)
- З 1842 року існує монастир св. Терези в Мателіці (Італія) з чотирма ченцями, знаходиться під управлінням пріорату Фабріано
- 1960 року відбулося заснування монастиря святого Бенедикта в Оксфорді (штат Міссісіпі), США, де зараз проживають 14 ченців
- Монастир Богоматері Ченстоховської в Римі також належить цьому ордену
- З 1563 року існує абатство св. Стефана в Римі
- З 1966 року до ордену включають монастир Св. Антонія в Вахакотті (Шрі-Ланка) з трьома ченцями пріорату Ампітії.